# Ур-Нанше
Ур-Нанше («Шануй Нанше») — цар (лугаль) шумерського міста-держави Лагаш, правив близько 2500 року до н. е. Ур-Нанше був засновником I династії Лагаша. Можливо, молодший сучасник лугаля Ура Месанепади.
Невідомо, звідки з'явився Ур-Нанше чи як він прийшов до влади. Є навіть ймовірність того, що він за походженням був не Шумером, а семітом з країни, відомої під назвою Тіднум, на захід від Шумера. Його батько Гуніду походив з незначного міста Гурсара і правителем взагалі не був. Родовим божеством Ур-Нанше був Шульпає. Ур-Нанше отримав титул лугаля, очевидно, у зв'язку з передачею йому якихось тимчасових надзвичайних повноважень, оскільки його син і внук задовольняються надалі тільки титулом енсі. Після себе Ур-Нанше залишив близько п'ятдесяти написів на табличках, плакетках, дверних петлях, цеглі і цвяхах. Одне з неодноразово повторюваних пропозицій містить політичні та економічні відомості дуже несподіваного властивості, хоча слід зробити застереження, що переклад не є остаточним. Положення говорить:«Кораблі Дильмуна привезли йому (Ур-Нанше) ліс як данину іноземних земель», і це означає, що Ур-Нанше володів достатньою владою, щоб тримати під контролем ряд зарубіжних територій за межами Шумера. Проте досі немає інших свідчень на підтвердження настільки далеко йде заяви.

## Будівельна діяльність
« Ур-Нанше, лугаль Лагаша, син Гуніда, сина Гурме, побудував будинок Нанше; виліпив [статую] Нанше, цариці і Ена; побудував огорожу храму Гірсу; виліпив статую Шульшаггі; побудував Ібгал; виліпив статую Лугалур. …; Виліпив статую Нінаб. …; Виліпив статую Нінгідрі; побудував будинок Гатумдуг; виліпив статую Гатумдуг; побудував Багар; побудував гарем; побудував Абзу каналів; побудував Тіраш .»

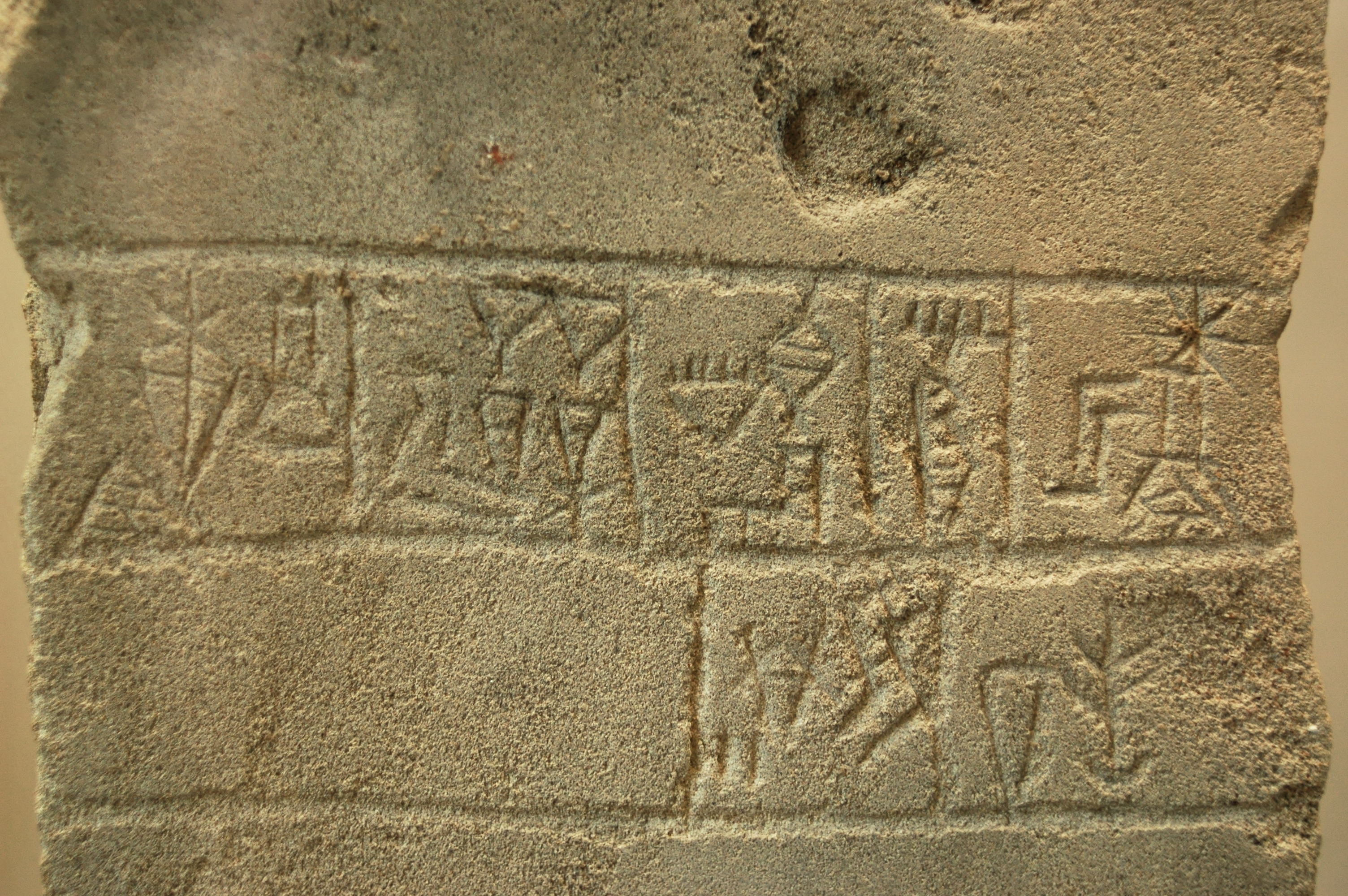
Фрагментарна стела, що має напис: « Ур-Нанше, лугаль Лагаша, син Гуніда, сина Гурме, побудував будинок Нанше; виліпив [статую] Нанше, цариці і Ена; побудував огорожу храму Гірсу; виліпив статую Шульшаггі; побудував Ібгал; виліпив статую Лугалур. …; Виліпив статую Нінаб. …; Виліпив статую Нінгідрі; побудував будинок Гатумдуг; виліпив статую Гатумдуг; побудував Багар; побудував гарем; побудував Абзу каналів; побудував Тіраш .»
Зберігається у Музеї Лувру

Основна діяльність Ур-Нанше полягала, як оповідають його власні написи, а також і написи його наступників, в ліпленні статуй божеств, у відновленні старих і спорудження нових каналів і дамб, в будівництві міських стін, а також храмів у різних громадах лагашского нома. Ур-Нанше відображений на барельєфі, який прикрашав храм; цей барельєф був піднесений храму як вотивний дар. Правитель, одягнений у традиційну шумерську спідничку, несе на голеній голові кошик з розчином для будівництва храму. Його супроводжують дочка і чотири сини, імена яких зазначені на барельєф, серед них — Акургаль, спадкоємець трону і батько знаменитого Еанатум а. Фігура дочки, яку звуть Лідда, значно більше ніж фігури царських синів; Лідда слідує безпосередньо за батьком, що, можливо, є свідченням високого становища шумерської жінки в суспільному житті. Як видно, тут Ур-Нанше разом з родиною бере участь в урочистій церемонії закладання споруд. У нижній частині барельєфа зображений Ур-Нанше, що сидить на троні з кубком в руках. За його спиною стоїть чашників з глечиком, перед ним — перший міністр, який робить якесь повідомлення, і три названих за іменами сановника.

## Політика Ур-Нанше

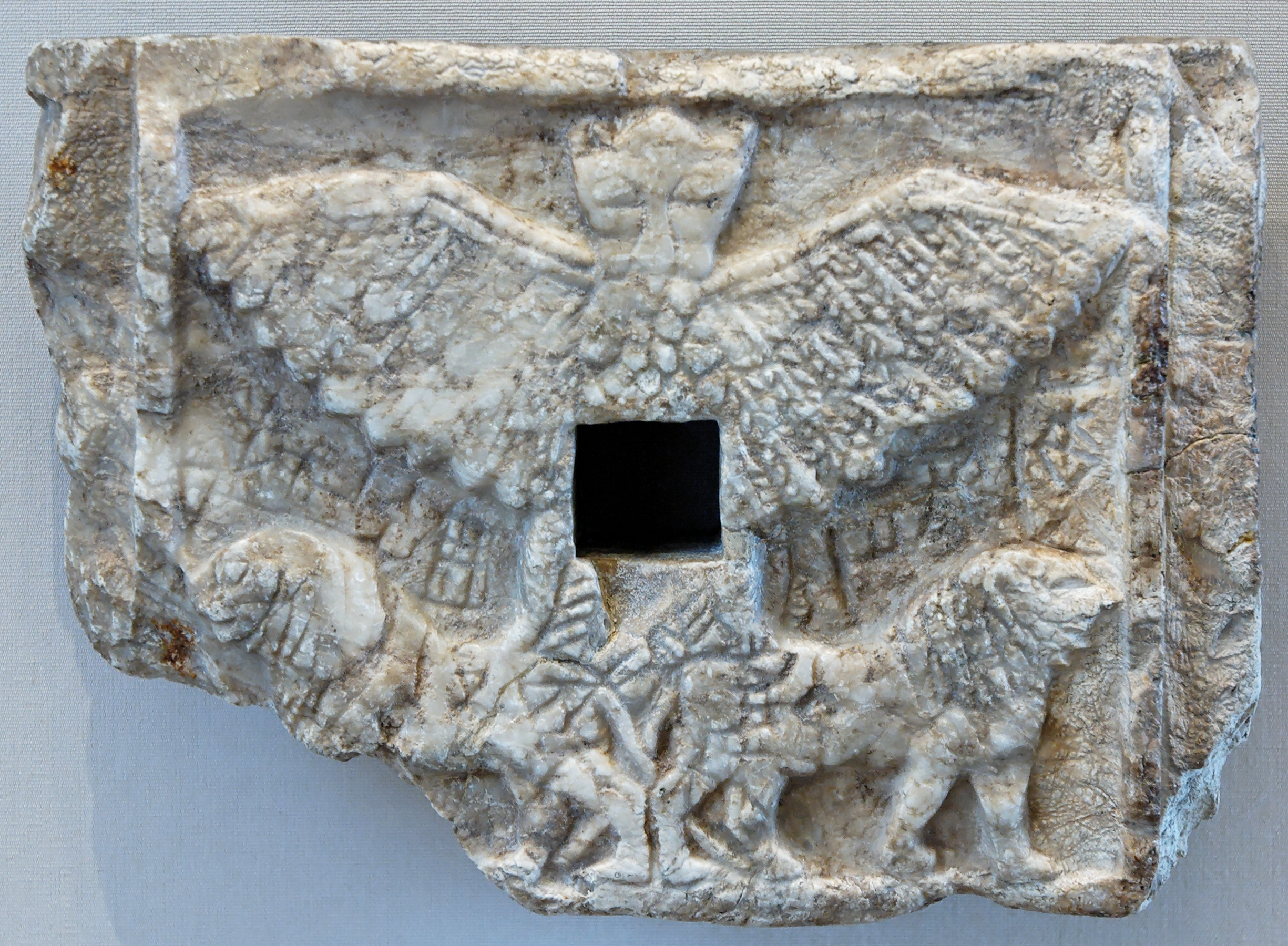
Вотивний рельєф Ур-Нанше, що представляє птаха-бога Анзу — орла з головою лева, що стоїть на двох левах. Алебастр. Знайдено у Телло (древнє місто Гершом)

Ур-Нанше протегував торгівлі, при ньому вже велася торгівля з Дильмуном і Макканом (сучасний Оман). Він для потреб будівництва ввозив ліс з гір Маш і будівельний камінь. Щоб накопити власні кошти, Ур-Нанше почав привласнювати собі частину майна і доходів храмів. Немає сумніву, що саме Урнанше, перед чиєю статуєю в храмі Нингирсу після смерті відбувалися жертвоприношення, заклав основи політичної й економічної могутності своєї династії. Але повністю підпорядкувати своїй владі жрецтво Ур-Нанше не вдалося. Так в одній своїй написи Ур-Нанше повідомляє, що «обрав чоловіка (або чоловіків) богині Нанше», можливо для здійснення «священного шлюбу», як видно в Лагаші цей шлюб ще не став прерогативою правителя. Не був Ур-Нанше і верховним жерцем найголовніших храмів Лагаша. Ними управляли особливі жерці — санга (титул «санга» стає культовим).